# La Sierpe (Spanje)
La Sierpe is een gemeente in de Spaanse provincie Salamanca in de regio Castilië en León met een oppervlakte van 14,86 km². La Sierpe telt 48 inwoners (1 januari 2016).

## Demografische ontwikkeling
Bron: INE, 1857-2011: volkstellingen